# Katsuya Nakano
Katsuya Nakano (中野 克哉 Nakano Katsuya?, Nara, Nara, 13 de septiembre de 1996) es un futbolista japonés que juega como centrocampista en el Tochigi S. C.

## Trayectoria
En 2019 se unió al Kyoto Sanga FC de la J2 League.

## Clubes
| Club              | País  | Año       |
| ----------------- | ----- | --------- |
| Kyoto Sanga F. C. | Japón | 2019-2021 |
| F. C. Ryukyu      | Japón | 2022-2023 |
| RB Omiya Ardija   | Japón | 2024-2025 |
| Tochigi S. C.     | Japón | 2025-     |